# Ferdinand von Mueller
Pour les articles homonymes, voir Mueller.
Le baron Ferdinand Jacob Heinrich von Müller ou Mueller est un botaniste allemand, né le 30 juin 1825 à Rostock et mort le 9 octobre 1896 à Melbourne.

## Biographie
Son père est douanier. Il commence ses études à Rostock, puis à Tönning, ville natale de sa mère, où elle était revenue après la mort de son mari en 1830, de la tuberculose. Sa mère meurt de la même maladie en 1835. Il devient apprenti pharmacien à Husum. Il se passionne alors pour la botanique, qu’il étudie dès qu’il le peut. Son herbier, riche de 5 000 spécimens, lui vaut une bonne réputation dans le cercle des botanistes du Schleswig-Holstein. Il obtient un doctorat à l’université de Kiel en 1847 avec une thèse sur la flore du sud-ouest de cette région. Il part peu après pour l’Australie. Ce pays est choisi par de nombreux Allemands de son temps, mais Müller, qui aurait pu exercer la médecine dans son pays, préfère suivre l’exemple d'Alexander von Humboldt (1769-1859) et se consacrer à l’exploration botanique. Plus prosaïquement, la mort de sa sœur aînée de tuberculose et les premiers signes de la maladie sur l’une de ses deux sœurs survivantes (et peut-être sur lui-même) l’incitent à quitter au plus vite le climat froid de l’Europe centrale pour la chaleur et la sécheresse australienne. Il arrive avec ses deux sœurs à Adélaïde en juillet 1847. Il envisage en 1849 d’acheter la pharmacie où il avait été apprenti à Husum, mais la guerre qui éclate dans le Schleswig-Holstein décourage son projet et il choisit de rester en Australie.
En août 1849, il obtient la nationalité britannique et change son nom en Mueller. S’il avait jusqu’alors récolté des plantes sans se soucier de leurs identifications (il pensait le faire après être revenu en Allemagne), il décide de se constituer une bibliothèque et un herbier de référence. Le seul livre disponible est le Prodromus florae novae hollandiae (1810) de Robert Brown (1773-1858). Il se fait d’abord envoyer, grâce à un oncle, son herbier qu’il avait constitué en Allemagne. Il se consacre alors complètement à l’herborisation et fait parvenir ses premières récoltes à un botaniste renommé de Hambourg, Otto Wilhelm Sonder (1812-1881). Celui-ci se charge de les faire circuler parmi les botanistes européens et de les publier dans Linnaea sous le titre de Plantae Muellerianae. Il fait également parvenir des descriptions de la flore du sud de l’Australie à la Société linnéenne de Londres.
En 1851, la découverte d’un filon d’or dans la région de la colonie de Victoria provoque une ruée vers l’or. En 1852, Mueller s’y rend, détenteur d’une lettre de recommandation du lieutenant-gouverneur Charles La Trobe (1801-1875), convaincu que les connaissances scientifiques de Mueller seront de la plus grande utilité pour le développement de la colonie. Mueller reçoit en janvier 1853 le poste de botaniste du gouvernement, spécialement créé pour lui, qu’il conservera plus de quarante ans, jusqu’à sa mort. Il dirige également, de 1857 à 1873, le jardin botanique de Melbourne.
Mueller organise alors de nombreuses expéditions scientifiques et parcourt des milliers de kilomètres. L’herbier qu’il constitue grandit rapidement, non seulement grâce à sa propre activité, mais grâce à des échanges et des dons. En 1858, l’herbier contient 45 000 spécimens représentant 15 000 espèces, en 1868, il contient environ 350 000 spécimens et, dans les années 1890, il atteint entre 750 000 et 1 000 000 spécimens. C’est probablement le plus grand herbier rassemblé par un seul homme de l’histoire de la botanique. Le jardin botanique connaît une croissance très importante passant de 1 500 espèces à environ 5 000. Ses réalisations sont faites sans financement particulier et il paie de sa poche la plupart de ses dépenses. Il vit dans une extrême indigence. Le roi du Wurtemberg l’honore par la particule von en 1867 et lui donne un titre de baron héréditaire en 1871. Il est fait chevalier commandeur de l’Ordre de Saint-Michel et Saint-Georges en 1879 et reçoit de nombreux autres honneurs.
Il devient en 1861 membre de la Royal Society, qui lui décerne la Royal Medal en 1888. Mueller fait partie de plus de cent autres sociétés savantes dont l'Académie allemande des sciences Leopoldina (1857), la Royal Geographical Society (1858), la Société linnéenne de Londres (1859), l’Académie des sciences comme correspondant étranger (1895), etc. Il est l’auteur de plus de 1 000 publication dont :
- Fragmenta phytographiæ Australiæ (onze volumes, 1858 à 1881) ;
- Select Extra-Tropical Plants readily eligible for Industrial Culture or Naturalisation (1876, traduit en allemand, en français et en portugais, des éditions anglaises sont réalisées en Inde, en Amérique et plusieurs en Australie) ;
- Systematic Census of Australian Plants (1882) ;
- Plants Indigenous to the Colony of Victoria (deux volumes, 1860-1865) ;
- Iconography of Australian Species of Acacia and Cognate Genera (1887-1888).

Il s’intéresse à la fécondation des plantes à fleur et décrit de nombreuses espèces. Il introduit Eucalyptus globulus (famille des Myrtaceae) dans le sud de l’Europe, en Amérique et en Afrique du Nord, Tunisie, Algérie et Maroc. Comme les autres naturalistes de son temps, il n’a pas conscience des menaces pesant sur l’environnement : la nature doit être source de richesse et il contribue à l’introduction de nombreuses espèces exogènes.
Il entretient une correspondance régulière avec de nombreux botanistes de son temps, comme Sir William Jackson Hooker (1785-1865) des Jardins botaniques royaux de Kew, ainsi qu'avec le fils de celui-ci, Joseph Dalton Hooker (1817-1911), et avec son beau-fils, William Turner Thiselton-Dyer (1843-1928). Cette correspondance suivie n’empêche par Sir Hooker de considérer Mueller plutôt comme un rival que comme un élève. C’est d’ailleurs un botaniste britannique, George Bentham (1800-1884), qui n’a jamais mis les pieds en Australie, qui fait paraître la Flora Australiensis (en sept volumes, 1863-1878) sans participation réelle de Mueller (bien que celui-ci soit cité sur chaque page de garde). La plupart des archives de Müller sont détruites après sa mort, mais on estime que douze mille de ses lettres (soit 5 % de sa production totale) ont néanmoins été conservées.

## Hommages
L’Australian and New Zealand Association for the Advancement of Science a commémoré son nom par la création de la médaille Mueller, qui récompense ceux qui ont contribué à l’avancée de la science en Australie. La poste australienne a édité un timbre à son effigie en 1947 et s’est associée à la poste allemande pour un nouveau timbre en 1996. Enfin, la revue du jardin botanique de Melbourne se nomme Muelleria (en).
Plusieurs espèces d'Australie ont été nommées en son honneur, notamment le lézard Lerista muelleri et les arbres  Eucalyptus muelleriana et Terminalia ferdinandiana, ainsi que le genre de plantes parasites Muellerina.